# Jonathan Núñez
Jonathan Guillermo Núñez Espinoza (Talca, 25 ottobre 1986) è un calciatore cileno, Centrocampista del Deportes Puerto Montt.